# IC 3595/1
IC 3595/1 је спирална галаксија у сазвијежђу Береникина коса која се налази на листи објеката дубоког неба у Индекс каталогу.
Деклинација објекта је + 23° 47' 13" а ректасцензија 12h 37m 6,3s. Привидна величина (магнитуда) објекта IC 3595 износи 15,7 а фотографска магнитуда 16,5.